# Racha (Georgia)

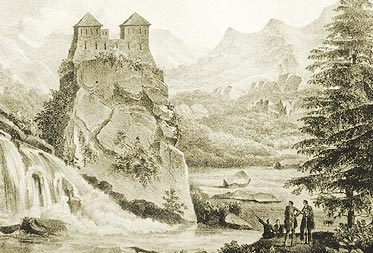
Antigua fortaleza de Racha en el.

Racha (también Račha, en georgiano: რაჭა, Račʼa) es una región histórica en una zona montañosa en el oeste de Georgia, ubicada en la parte superior del valle del río Rioni y rodeada por las montañas del Gran Cáucaso. Se la divide en Racha Montañosa (mtis), Racha Superior (zemo) y Racha Inferior (kvemo). Bajo la subdivisión actual de Georgia, Racha está incluida en la región de Racha-Lechjumi y Kvemo Svaneti (Mjare) en su territorio están los municipios de Oni y Ambrolauri.
Racha ocupa 2.854 km² en la esquina noreste del oeste de Georgia. Las estribaciones de la cresta del Gran Cáucaso separan a Racha de las regiones históricas georgianas de Svaneti y Lechjumi en el noroeste y de Imereti en el sur, mientras que la cresta principal del Cáucaso forma un límite con Osetia del Norte de Rusia. Por el este, Racha está bordeada por la disidente Osetia del Sur, oficialmente parte de la región de Shida Kartli de Georgia.

## Historia
Racha había formado parte de Colchis e Iberia caucasiana desde la antigüedad y su principal ciudad, Oni, fue fundada por el rey Parnadjom de Iberia en el siglo II a. C. Tras la creación del reino georgiano unificado en el siglo XI, Racha se convirtió en uno de los ducados (saeristavo) dentro de él. Rati de la familia Baghvashi fue el primer duque (eristavi) designado por el rey Bagrat III de Georgia. Los descendientes de Rati y de su hijo Kajaber, ancestro epónimo de la familia dinástica gobernante de Racha de los Kajaberisdze, gobernaron la provincia hasta 1278. En 1278 el rey David VI Narin abolió el ducado durante su guerra contra los mongoles. A mediados del siglo XIV, el ducado fue restaurado bajo el gobierno de la familia Charelidze.
La siguiente dinastía de los Chjetidze gobernó Racha desde 1465 hasta 1769. Vasallos del rey de Imereti, se rebelaron varias veces contra el poder real. En la guerra civil de 1678–1679 que tuvo las consecuencias más graves, el duque Shoshita II de Racha (1661-1684) apoyó al príncipe Archil II de Imereti, un rival del rey pro-otomano de Imereti Bagrat IV. Cuando cayó derrotado Archil, Racha fue invadida y saqueada por una fuerza punitiva otomana. Bajo Rostom (1749-1769), el ducado se hizo prácticamente independiente de Imereti. Sin embargo, hacia finales de 1769, el rey Salomón I de Imereti logró arrestar a Rostom y abolió el ducado. En 1784, el rey David II de Imereti restableció el ducado y se lo dio a su sobrino Anton. La oposición local intentó usar una fuerza otomana para tomar el control de Racha, pero la victoria del rey David en Sjvava el 26 de enero de 1786 aseguró temporalmente su dominio en el área. En 1789, el siguiente rey de Imereti, Salomón II finalmente abolió el ducado y adscribió la provincia directamente a la administración real.
El 29 de abril de 1991 se produjo un importante terremoto en Racha con un valor 7 en la escala de Richter que destruyó unas 17.000 estructuras y dañó alrededor de 46.000 edificios, afectando a un desplazamiento de más de 100.000 habitantes.

## Personas notables
- Prokofy Dzhaparidze (Alyosha), comunista revolucionario y uno de los 26 comisarios de Bakú.
- Kato Svanidze, primera esposa de José Stalin.
- Alexander Svanidze, cuñado de Stalin, ejecutado en 1941.